# Riccardia digitiloba
Riccardia digitiloba là một loài rêu trong họ Aneuraceae. Loài này được Pagan mô tả khoa học đầu tiên năm 1889.